# Manuel de Paiva Boléo
Manuel de Paiva Boléo  (* 16. März 1904 in Idanha-a-Nova; † 1. November 1992 in Coimbra) war ein portugiesischer Romanist, Lusitanist, Philologe und Dialektologe.

## Leben und Werk
Boléo studierte von 1922 bis 1929 Romanische und Klassische Philologie an der Universität Coimbra. Von 1931 bis 1935 war er Lektor an der Universität Hamburg und Schüler von Fritz Krüger. Er promovierte 1937 in Coimbra mit der Arbeit O perfeito e o pretérito em português em confronto com as outras línguas românicas. Estudo de carácter sintático-estilistico und lehrte von da an an derselben Universität, von 1949 bis zur Emeritierung 1974, als ordentlicher Professor.
Boléo war von 1936 bis 1938 Redaktionssekretär der Zeitschrift Boletim de Filologia und von 1939 bis 1946 der Zeitschrift Biblos. 1947 begründete er die Zeitschrift Revista Portuguesa de Filologia.
Boléa begründete 1942 mit einer postalischen Enquête zu den portugiesischen Dialekten die dialektologische Schule von Coimbra.

## Weitere Werke
- A língua Portuguesa em Hamburgo. Com um apêndice sôbre os restantes leitorados da Alemanha e doutros países, Coimbra 1934
- O bucolismo de Teócrito e de Vergílio, Coimbra 1936
- O Realismo de Eça de Queiroz e a sua expressão artística, Coimbra 1942
- O estudo dos dialectos e falares portugueses. Um inquérito linguístico, Coimbra 1942, 1962, Aveiro 1978
- Defesa e ilustração da língua. (A propósito do Instituto da Língua Portuguesa), in: Biblos 19, 1943, S. 357–7
- Brasileirismos (Problemas de método), in:  Brasília 3, 1943, S. 3–82
- Introdução ao estudo da filologia portuguesa, Lissabon 1946
- Adolfo Coelho e a filologia portuguesa e alemã no século XIX, in:  Biblos 23, 1947, S. 607–91
- Para um maior rendimento do trabalho intelectual, Coimbra 1952
- (mit anderen) Curso de português, London 1963
- Algumas tendências e perspectivas da linguística moderna, in: Revista Portuguesa de Filologia 13, 1964–1965, S. 279–346
- O problema da importação de palavras e o estudio dos estrangeirismos (em especial dos francesismos) em português, Coimbra 1965
- Anteprojecto de unificação e simplificação da nomenclatura gramatical portuguesa, Coimbra 1965
- (mit anderen) Nomenclatura gramatical portuguesa, Lissabon 1967
- Estudos de linguística portuguesa e românica. Dialectologia e história da língua, 2 Bde., Coimbra 1974–1975